# 阿内塔·马泰
阿内塔·马泰（羅馬尼亞語：Aneta Matei，1948年6月15日—）是一名罗马尼亚女子赛艇运动员。她曾代表罗马尼亚参加世界赛艇锦标赛，获得五枚铜牌。她也曾参加1976年和1980年夏季奥林匹克运动会。

## 生涯
马泰母家名希伯格，她出生于蒂米什瓦拉。她身高1.57米。1972年欧洲冠军赛中她与罗马尼亚八人单桨赛艇获得银牌，仅输给苏联。在1973年的欧洲冠军赛上马泰参加的八人单桨赛艇比赛苏联获金牌，东德获银牌，罗马尼亚获铜牌。
1974年世界赛艇锦标赛首次进行女子比赛。1974年在洛桑世界锦标赛中马泰是四日单桨赛艇鹤八人单桨赛艇的舵手。在四人单桨赛艇赛中罗马尼亚继东德和荷兰获得第三名。在八人艇赛中罗马尼亚继东德和苏联获铜牌。在1975年的世界锦标赛上马泰仅参加八人艇赛，继东德和美国获铜牌。在蒙特利尔1976年夏季奥林匹克运动会上首次有女子划艇比赛。马泰参加四人艇赛获第四名，比第三名慢了1.79秒，在八人艇赛中获第六名，比铜牌慢6.11秒。
阿内塔·马泰停赛一年后参加1978年世界锦标赛获四人艇铜牌，东德和美国领先。在1979年的世界锦标赛上在四人艇赛中苏联胜过东德，此后马泰所属的罗马尼亚获得铜牌。1980年在莫斯科举行的夏季奥林匹克运动会上参加罗马尼亚四人艇的运动员与此前一样。东德获胜，其后保加利亚和苏联。罗马尼亚获第四名，比铜牌慢1.16秒。